# Salat Maghrib
Salat Maghrib (arabe : صلاة المغرب ṣalāt al-maġrib) est une prière pratiquée par les musulmans entre le coucher du soleil et la tombée de la nuit. C'est la quatrième (en comptant à partir de minuit), ou la première (en comptant à partir du coucher du soleil comme dans la tradition musulmane), des cinq prières quotidiennes appelées salat.
Elle comprend trois rak'ah (unités de prière) obligatoires, deux sunnah (recommandés) et deux nafls (facultatifs). Les deux premiers rak'ats sont priés à haute voix par l'imam dans la congrégation (la personne qui manque la congrégation et qui prie seule n'est pas tenue de parler à haute voix), et le troisième est prié en silence.

## Horaire
La prière de Maghrib doit être faite entre le coucher du soleil, lorsque le soleil a disparu sous l'horizon, et la tombée de la nuit. Maghrib signifie le coucher du soleil en arabe.

## Déroulement

### 3 Rak'ah
|                         | 1.Rak'ah               |                |  |                     | 2.Rak'ah               |                 |  |                                      | 3.Rak'ah     |                              |
| Position                | Instruction            | Récitation     |  | Position            | Instruction            | Récitation      |  | Position                             | Instruction  | Récitation                   |
| ----------------------- | ---------------------- | -------------- |  | ------------------- | ---------------------- | --------------- |  | ------------------------------------ | ------------ | ---------------------------- |
| Debout                  | Intention (Niyyah)     | silencieux     |  |                     |                        |                 |  |                                      |              |                              |
| Debout les mains levées | takbir                 | Dieu est grand |  | Debout              | Al-Fatiha 2ème sourate |                 |  |                                      |              |                              |
| Debout                  | Al-Fatiha 2ème sourate |                |  | Debout mains devant | Qunout                 | Demande à Dieu  |  | Debout                               |              | Gloire à Dieu                |
| Ruku                    | Subhan Allah           | Gloire à Dieu  |  | Ruku                | Subhan Allah           | Gloire à Dieu   |  | Ruku                                 | Subhan Allah | Gloire à Dieu                |
| Debout                  |                        | Dieu écoute    |  | Debout              |                        | Dieu écoute     |  | Debout                               |              | Dieu écoute                  |
| Prosternation           | 1er Sadjan             | Gloire à Dieu  |  | Prosternation       | 1er Sagjan             | Gloire à Dieu   |  | Prosternation                        | 1er Sadjan   | Gloire à Dieu                |
| Assis                   |                        | Pardon à Dieu  |  | Assis               |                        | Pardon à Dieu   |  | Assis                                |              | Pardon à Dieu                |
| Prosternation           | 2ème Sadjan            | Gloire à Dieu  |  | Prosternation       | 2ème Sadjan            | Gloire à Dieu   |  | Prosternation                        | 2ème Sadjan  | Gloire à Dieu                |
|                         |                        |                |  | Assis               | Tashahud               | Dieu est unique |  | Assis                                | Tashahud     | Dieu est unique              |
| Debout                  |                        | Merci à Dieu   |  | Debout              |                        | Merci à Dieu    |  | Assis Regard à droite, puis à gauche | Taslim       | Salam La paix soit avec vous |

### 2 Rak'ah Sunnah
recommandés mais non obligatoires.
| 1.Sunnah                                                                 |  | 2.Sunnah                                                               |
| ------------------------------------------------------------------------ |  | ---------------------------------------------------------------------- |
| Intention (Niyyah) Takbir Invocation Debout Al-Fatiha Ruku Prosternation |  | Debout Al-Fatiha Ruku Prosternation Tachahuud final Salutation finale. |

## Obligation
Les cinq prières, dont celle-ci, sont l'un des cinq piliers de l'islam, obligatoire pour chaque musulman ayant atteint la puberté.